# Saint-Martin-d'Aubigny
Saint-Martin-d'Aubigny és un municipi francès situat al departament de la Manche i a la regió de Normandia. L'any 2007 tenia 530 habitants.

## Demografia

### Població
El 2007 la població de fet de Saint-Martin-d'Aubigny era de 530 persones. Hi havia 198 famílies de les quals 44 eren unipersonals (28 homes vivint sols i 16 dones vivint soles), 63 parelles sense fills, 79 parelles amb fills i 12 famílies monoparentals amb fills.
La població ha evolucionat segons el següent gràfic:
Habitants censats

### Habitatges
El 2007 hi havia 229 habitatges, 202 eren l'habitatge principal de la família, 14 eren segones residències i 13 estaven desocupats. 225 eren cases i 3 eren apartaments. Dels 202 habitatges principals, 153 estaven ocupats pels seus propietaris, 45 estaven llogats i ocupats pels llogaters i 4 estaven cedits a títol gratuït; 5 tenien dues cambres, 23 en tenien tres, 54 en tenien quatre i 120 en tenien cinc o més. 148 habitatges disposaven pel capbaix d'una plaça de pàrquing. A 84 habitatges hi havia un automòbil i a 95 n'hi havia dos o més.

### Piràmide de població
La piràmide de població per edats i sexe el 2009 era:
| Homes | Edats   | Dones |
| ----- | ------- | ----- |
| 4     | 95 o +  | 4     |
| 0     | 90 a 94 | 4     |
| 4     | 85 a 89 | 4     |
| 4     | 80 a 84 | 4     |
| 12    | 75 a 79 | 20    |
| 12    | 70 a 74 | 12    |
| 12    | 65 a 69 | 16    |
| 12    | 60 a 64 | 8     |
| 16    | 55 a 59 | 8     |
| 24    | 50 a 54 | 16    |
| 16    | 45 a 49 | 12    |
| 28    | 40 a 44 | 20    |
| 16    | 35 a 39 | 20    |
| 16    | 30 a 34 | 16    |
| 4     | 25 a 29 | 12    |
| 8     | 20 a 24 | 12    |
| 20    | 15 a 19 | 4     |
| 16    | 10 a 14 | 20    |
| 8     | 5 a 9   | 20    |
| 8     | 0 a 4   | 12    |

## Economia
El 2007 la població en edat de treballar era de 321 persones, 246 eren actives i 75 eren inactives. De les 246 persones actives 235 estaven ocupades (124 homes i 111 dones) i 12 estaven aturades (4 homes i 8 dones). De les 75 persones inactives 33 estaven jubilades, 23 estaven estudiant i 19 estaven classificades com a «altres inactius».

### Ingressos
El 2009 a Saint-Martin-d'Aubigny hi havia 200 unitats fiscals que integraven 516 persones, la mediana anual d'ingressos fiscals per persona era de 15.208 €.

### Activitats econòmiques
Dels 17 establiments que hi havia el 2007, 3 eren d'empreses extractives, 1 d'una empresa de fabricació d'elements pel transport, 1 d'una empresa de fabricació d'altres productes industrials, 6 d'empreses de construcció, 1 d'una empresa de transport, 1 d'una empresa d'hostatgeria i restauració, 2 d'empreses de serveis, 1 d'una entitat de l'administració pública i 1 d'una empresa classificada com a «altres activitats de serveis».
Dels 7 establiments de servei als particulars que hi havia el 2009, 3 eren paletes, 1 guixaire pintor, 1 fusteria i 2 restaurants.
L'any 2000 a Saint-Martin-d'Aubigny hi havia 36 explotacions agrícoles que ocupaven un total de 918 hectàrees.

## Equipaments sanitaris i escolars
L'únic equipament sanitari que hi havia el 2009 era un hospital de tractaments de mitja durada (seguiment i rehabilitació).
El 2009 hi havia una escola elemental integrada dins d'un grup escolar amb les comunes properes formant una escola dispersa.

## Poblacions més properes
El següent diagrama mostra les poblacions més properes.